# Bohemia (New York)

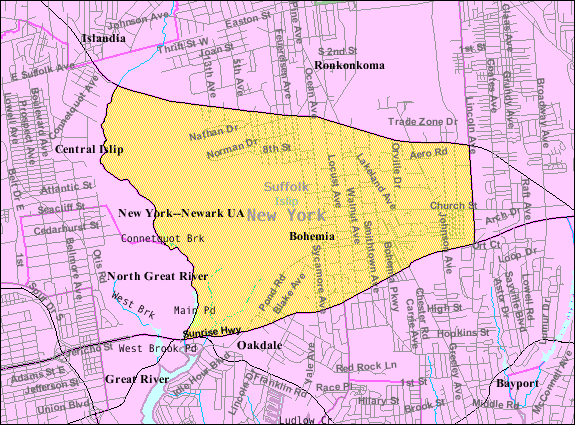
Vymezení Bohemie pro potřeby sčítání lidu

Bohemia je sídlo (hamlet) v okrese Suffolk County ve státě New York ve Spojených státech amerických. Populace v roce 2010 byla 10 180 obyvatel. Nachází se podél jižního pobřeží ostrova Long Island v rámci města Islip, přibližně 80 km východně od města New York. Podle sčítání lidu má celkovou plochu 23 km2.
Mnoho současných[kdy?] obyvatel odvozuje své etnické kořeny z jižní Itálie, Irska a Čech; i když se město v posledních letech stalo etnicky rozmanitějším. Velké procento rostoucí populace se do města přistěhovalo ze západního Long Islandu, Brooklynu a Queensu. Stále zde ale existuje značná část potomků původních usedlíků.
V Bohemii je kostel sv. Jana Nepomuckého z roku 1885 a socha Jana Husa.
Město se nachází v blízkosti stanic Oakdale a Ronkonkoma na železniční trati Long Island Rail Road, která poskytuje rychlý spoj na Manhattan, kde pracuje mnoho obyvatel.
Letiště Long Island MacArthur se částečně nachází ve čtvrti Bohemia (z druhé části ve čtvrti Ronkonkoma) a slouží cestujícím nejen z metropolitní oblasti New Yorku, kteří chtějí pohodlnější alternativu k přetíženým letištím JFK a Laguardia. Mezi nejoblíbenější destinace patří Orlando, Chicago, West Palm Beach a Las Vegas.
Bohemia leží blízko trajektové linky Sayville na pobřeží Fire Island, která poskytuje přístup k některým z nejméně vytížených pláží oceánu na Long Islandu.
V Bohemii se také nachází státní park Connetquot River, který poskytuje ideální místo pro jízdu na koni, a jezdectví proto patří k charakteru místní kultury. Mnoho domů nacházejících se podél parku má stáje a je běžné vidět, jak místní procházejí se svými koňmi ulicemi města.

## Dějiny
Nejstarší známí obyvatelé dnešní Bohemie byl kmen Secatogue z národa Algonquianů.
Vesnice evropského typu zde byla založena v roce 1855 slovanskými přistěhovalci, kteří byli prvními Evropany, kteří se v této oblasti ve velkém usadili. Tito migranti pocházeli z okolí Prahy (Mnichovice) a Kutné Hory. Jejich příchod se časově shodoval s vlnou českých občanů emigrujících do USA, z nichž mnozí ztělesňovali svobodomyslný a osvícený životní styl, který se stal synonymem bohémství. Zúčastnili se revolucí proti autokratické vládě, které otřásly Evropou v roce 1848, a přišli hledat nový život ve Spojených státech. V New Yorku bylo těžké sehnat práci a mnoho mužů se snažilo uživit se jako pouliční muzikanti. Významným přínosem pro rozvoj kultury Long Islandu byl jejich folklor, který se stal doplňkem bohaté ústní tradice původního obyvatelstva. Mnoho z prvních domů, které postavili, se nachází na městských třídách a vyznačují se křížovými sedlovými střechami.
Po 100 let zůstávala Bohemia velmi malou vesnicí, jejíž většina obyvatel měla český původ. S rozvojem celého Long Islandu po druhé světové válce rostla i Bohemia. V době stého výročí v roce 1955 zde žilo asi 3 000 obyvatel. Dnes zde žije asi 11 000 obyvatel z mnoha národních a etnických skupin.

## Místní doutníkářský průmysl
Čeští přistěhovalci přišli do Bohemie s vynikajícími zkušenostmi v oblasti výroby cigaret a doutníků (Kutnohorsko). Ve městě kdysi existovalo několik továren na výrobu doutníků a průmysl poskytoval obživu mnoha obyvatelům. Dvě pozoruhodné továrny na doutníky byly továrna Alberta Kovandy, která se nachází na rohu Lakeland a Smithtown Avenues, a továrna na doutníky M. Foster, která se nachází na Ocean Avenue a Church Street. Místní doutníkářský průmysl pokračoval až do 30. let 20. století, kdy mechanizovaná výroba odstranila potřebu ruční výroby. V té době všechny továrny zanikly.

## Změna názvu
Původní název zněl Tábor, v 80. letech 19. století se vesnice přejmenovala na Bohemii. Během historie došlo k řadě pokusů o změnu názvu Bohemie, o němž někteří lidé soudili, že je příliš svázán s jedním etnikem. Navrhované názvy byly např. Sayville Heights, Lidice a MacArthur podle letiště postaveném ve čtyřicátých letech minulého století (letiště je pojmenováno podle amerického generála Douglase MacArthura). Žádná ze snah o změnu názvu nakonec nezískala dostatečnou veřejnou podporu.

## Bohemia Historical Society
Bohemia Historical Society (BHS), která se věnuje zachování bohatého dědictví osady, byla založena v roce 1984. Tato nezisková místní organizace sleduje tento cíl prostřednictvím svých vzdělávacích programů, zapojením do komunitních aktivit, vydáváním zpravodaje, tvorbou webových stránek a provozem muzea. Muzeum bylo oficiálně otevřeno 26. dubna 2009 a je v něm umístěna řada exponátů zachycujících život v počátcích, sbírka fotografií a sbírka knih, která obsahuje mnoho českých historických rukopisů. Budova navíc slouží jako místo setkávání místních obyvatel.

## Státní park Connetquot River
Chráněná oblast Connetquot River State Park zahrnuje 3 473 akrů půdy a vody určených pro ochranu a rozmnožování pernaté zvěře, ryb a zvířat. Jeleni a vodní ptáci jsou četní, jsou zde vzácní hnízdící ptáci, včetně orlovce říčního, a v přirozeném prostředí se zde vyskytuje mnoho vzácných rostlin, jako například planika a vzácné mechy. V parku je 70 km stezek pro pěší turistiku, jízdu na koni a na běžkách a jsou zde místa vhodná k rybaření na řece Connetquot.